# Ганушко Черкес Русин
Ганушко Черкес (Серкіс) Русин також Ганушко Черкіс  (лат. Johannes Serkis (Czerkis, Serkys), пол. Hanuszko Czerkes Rusin) — львівський міщанин, міський райця (1408—1414), бурмистр Львова (1413).

## Життєпис
Разом з Миколаєм Русином — один з перших бурмистрів Львова руського походження. До нього містом керували бурмистри, що належали до німецької громади Львова.
Ганушко Черкес був вельми заможним купцем, він неодноразово позичав місту великі суми грошей. Так, 5 серпня 1406 р. він позичив місту 40 коп широких грошей, для прийому свити князя Свидригайла. 